# Le Colosse de Rhodes (film)
Pour les articles homonymes, voir Colosse de Rhodes (homonymie).
Cet article concerne le film. Pour la statue, voir Colosse de Rhodes.
Pour plus de détails, voir Fiche technique et Distribution.
Le Colosse de Rhodes (titre original : Il colosso di Rodi) est un film franco-hispano-italien réalisé par Sergio Leone, sorti en 1961.

## Synopsis
Darios, héros militaire grec, rend visite à son oncle à Rhodes en 280 av. J.-C. Rhodes vient d'achever la construction d'une énorme statue d'Apollon (le colosse) pour protéger son port et envisage une alliance avec la Phénicie contre la Grèce. Darios s'éprend de la jolie Diala, fille de l'architecte de la statue, mais il est aussi impliqué avec un groupe de rebelles menés par Peliocles. Ces rebelles cherchent à renverser le tyran Xerxès, de même d'ailleurs que son second, Therion. Les rebelles sont capturés et forcés d'amuser la foule dans l'arène, mais un tremblement de terre renverse le colosse et... le pouvoir.

## Fiche technique
- Titre original : Il colosso di Rodi
- Titre français : Le Colosse de Rhodes
- Titre espagnol : El Coloso de Rodas
- Scénario : Luciano Chitarrini, Ennio De Concini, Carlo Gualtieri, Sergio Leone, Luciano Martino, Ageo Savioli, Cesare Seccia, Duccio Tessari
- Photographie : Antonio L. Ballesteros
- Assistants-réalisateur : Yves Boisset, Michele Lupo et Jorge Grau
- Montage : Eraldo Da Roma
- Musique : Angelo Francesco Lavagnino
- Décors : Ramiro Gómez
- Costumes : Vittorio Rossi
- Producteurs : Michele Scaglione, Eduardo de la Fuente, Cesare Seccia
- Sociétés de production : Cineproduzioni Associati, Cinema Television International (CTI), Comptoir Français du Film Production (CFFP), Procusa
- Société de distribution : MGM
- Pays de production :  Espagne,  France,  Italie
- Langue de tournage : italien[1]
- Format : couleur par Eastmancolor — 35 mm — 2.35:1 (Supertotalscope) — monophonique (Westrex Recording System)
- Genre : Film dramatique, Film d'aventure, Film historique, Film de guerre, Film catastrophe, Péplum
- Durée : 139 minutes (2 h 19)
- Dates de sortie : 
  - Espagne : 16 juin 1961 (Madrid), 2 octobre 1961 (Barcelone)
  - France : 11 août 1961
  - Italie : 25 août 1961

## Distribution
- Rory Calhoun (VF : René Arrieu) : Darios
- Lea Massari (VF : Jany Clair) : Diala
- Georges Marchal : Peliocles
- Conrado San Martín (VF : Jean-Henri Chambois) : Therion
- Ángel Aranda : Koros
- Mabel Karr (it) (VF : Sylvie Deniau) : Mirté
- George Rigaud (VF : René Fleur) : Lyssipos
- Roberto Camardiel (VF : Louis Arbessier) : Xerxes
- Mimmo Palmara : Ares
- Félix Fernández (VF : Clément Harari) : Carete
- Carlo Tamberlani (VF : Jacques Berlioz) : Xenon
- Alfio Caltabiano (VF : Georges Aminel) : Creon
- Antonio Casas (VF : Georges Spanelly) : ambassadeur phénicien
- Yann Larvor (VF : Jean-Paul Coquelin) : Mahor (Mahoz en VF)
- Fernando Calzado (VF : Claude D'Yd) : Sirione
- Ignazio Dolce

## Autour du film
- Bien qu'ayant déjà une certaine expérience de la direction au cinéma, il semble que ce film soit le premier dont Sergio Leone soit le seul responsable. Mais c'est aussi le film qu'il a le plus aimé réaliser[réf. souhaitée]. De plus, il y fait quelques apparitions lors de mouvements de foule.
- Le film a été diffusé à plusieurs reprises à la télévision en France, raccourci de plusieurs minutes : certaines séquences sont sans raison amputées de leur début ou de leur fin, voire entièrement coupées[réf. souhaitée].
- Deux scènes ont été coupées dans la version française : Darios rend visite à Diala dans son jardin avant de tenter de rejoindre Athènes par bateau[réf. souhaitée].
- La seconde scène se déroule après que les rebelles ont secouru leurs compagnons sur le point d'être sacrifiés à Baal : Darios s'entretient brièvement avec Myrté, l'une des rebelles[réf. souhaitée].
- Le film a été tourné en Espagne dans le port de Laredo en Cantabrie[2], à la Granja de San Ildefonso, près de Ségovie, à Manzanares El Real près de Madrid[2], et autour de Ciudad Encantada près de Cuenca[réf. souhaitée].